# Giuseppe Luigi Assemani
Giuseppe Luigi Assemani (Tripoli, 1710 – Roma, 9 febbraio 1782) è stato un presbitero, teologo, orientalista ed erudito libanese naturalizzato italiano.

## Biografia
Nato in una famiglia cristiano maronita del Monte Libano da cui sono usciti numerosi illustri orientalisti ed ecclesiastici, dovette quasi certamente all'influenza di Giuseppe Simone Assemani, di cui Giuseppe Luigi era nipote (figlio di un fratello) la nomina a interprete nel Sacro Palazzo Apostolico, avvenuta subito dopo il compimento degli studi, avvenuti al Pontificio collegio maronita di Roma, e l'ordinazione sacerdotale.
Giuseppe Luigi Assemani trascorse la vita dedito allo studio, interessandosi soprattutto a questioni di liturgia e di diritto canonico di tutta la Chiesa cattolica, non solo di quelle orientali. Nel 1737 fu professore di Lingua siriaca, e nel 1749 di liturgie orientali, alla Sapienza di Roma e al Collegio di Propaganda Fide. La sua opera maggiore è il Codex liturgicus Ecclesiae universae: dei 15 libri in cui doveva essere ripartita ne sono stati completati solo quattro (Catecumeni, Battesimo, Confermazione ed Eucaristia).

## Opere

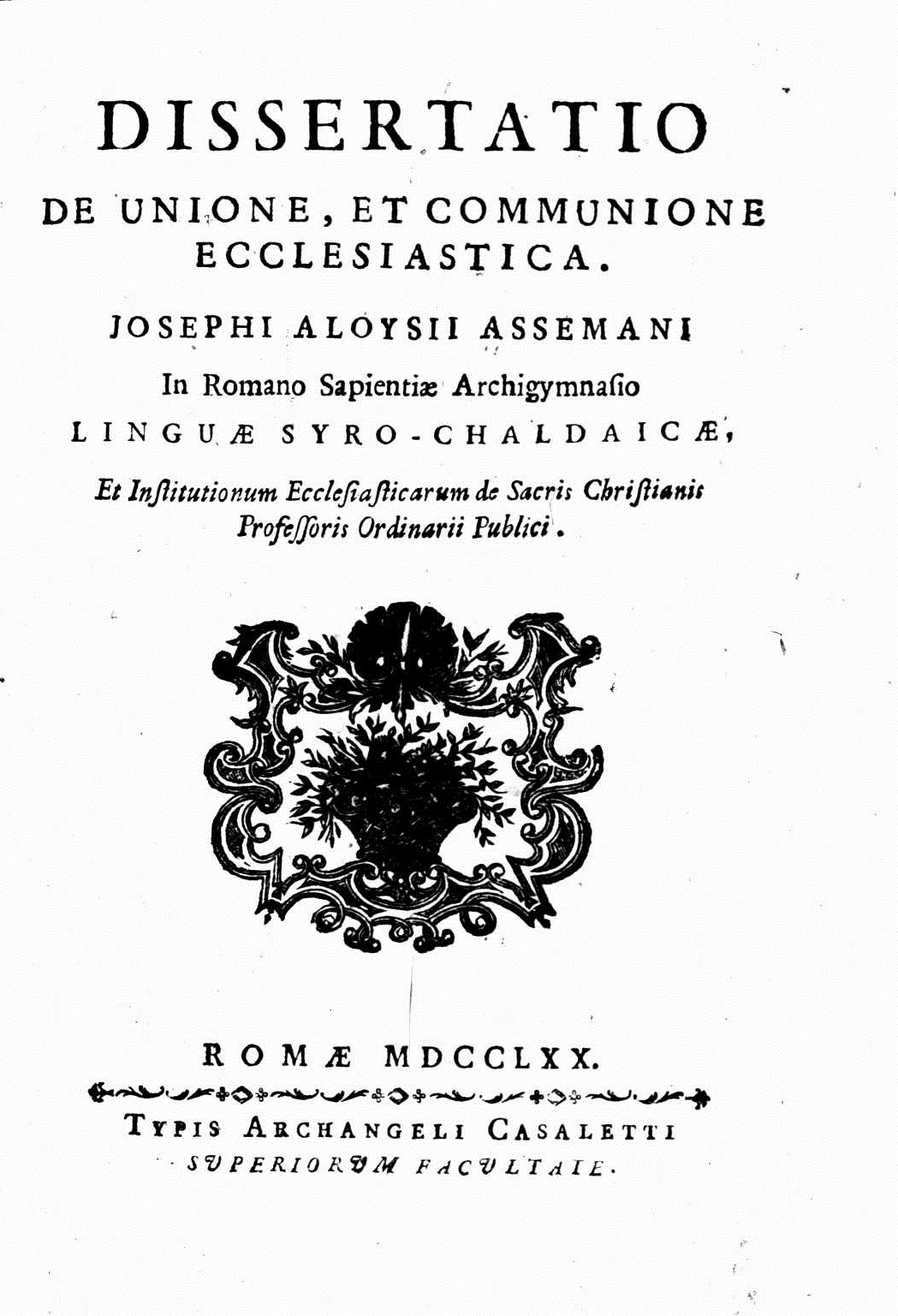
Dissertatio de unione, et communione ecclesiastica, 1770

- Codex liturgicus Ecclesiae universae in XV libros distributus in quo continentur libri rituales, missales, pontificales, officia, dypticha etc. Ecclesiarum Occidentis, et Orientis. Sub auspiciis Benedicti XIV. Nunc primum prodit. Joseph Aloysius Assemanus. Romae : ex Typographia Komarek, apud Angelum Rotilium Linguarum Orientalium Typographum, 1749-1763

1. De baptismo.
2. De confirmatione.
3. Missale Romanum Vetus.
4. Missale Hierosolymitanum.
5. Sacramentarium Veronese, vulgo Leonianum.
6. Missale Alexandrinum.
7. De ordine.
8. Syrorum Maronitarum ordinationes.
9. Syrorum Maronitarum sacrae & majores ordinationes.
10. Johannis Morini sacrae Graecorum ordinationes. (Parte I)
11. Johannis Morini sacrae Graecorum ordinationes. (Parte II)
12. Syrorum Chaldaeorum, Nestoreanorum et Malabarum ordinationes.

- (LA) Commentarius theologico-canonico-criticus de ecclesiis earum reverentia, et asylo atque concordia sacerdotii, et imperii, Roma, Venanzio Monaldini & Francesco Bizzarrini Komarek, 1766.
- De Catholicis seu patriarchis Chaldaeorum et Nestorianum commentarius historico-chronologicus auctore Josepho Aloysio Assemano, in Collegio Urbano De Propaganda Fide Linguarum Orientalium Professore. Romae : sumptibus Venantii Monaldini bibliopolae in via Cursus : apud Benedictum Francesium, 1775
- De synodo dioecesana dissertatio Josephi Aloysii Assemani in romano archigymnasio, professoris ordinarii publici. Romae : excudebant Benedictus Franzesi, 1776
- (LA) Dissertatio de unione, et communione ecclesiastica. Josephi Aloysii Assemani in Romano Sapientiae Archigymnasio linguae syro-chaldaicae, et institutionum ecclesiasticarum de sacris christianis professoris ordinarii publici, Roma, Arcangelo Casaletti, 1770.